# Justus Eccarius
Justus Eccarius (* 20. Oktober 1924; † 22. Dezember 2013) war ein deutscher Fußballspieler.

## Karriere
Eccarius begann seine Karriere beim CSC 03 Kassel. Er spielte zumeist als Halbstürmer, konnte aber auch als Rechtsaußen oder Außenläufer eingesetzt werden. Während des Zweiten Weltkrieges wurde er als Soldat nach Pommern versetzt und spielte als Kriegsgastspieler für die Militärmannschaft HSV Groß Born, mit der er 1944 Meister der Gauliga Pommern wurde. An der Seite des Nationalspielers Edmund Conen erreichte er mit seiner Mannschaft über die Stationen LSV Rerik, gegen den er beim 6:4-Erstrunden-Sieg zwei Tore erzielte, VfB Königsberg und Hertha BSC, gegen die er erneut eingesetzt wurde, das Halbfinale, das seine Mannschaft mit 2:3 gegen den Luftwaffen-Sportverein Hamburg verlor.
Nach dem Ende des Zweiten Weltkriegs gelangte Eccarius nach Hamburg und spielte für den SC Concordia in der Oberliga Nord, in der er in 44 Punktspielen 26 Tore erzielte. Die Saison 1949/50 – zum Liga- und Lokalrivalen FC St. Pauli gewechselt – schloss er mit 20 Toren in 24 Punktspielen und als Zweitplatzierter hinter dem Hamburger SV ab. In der Endrunde um die Deutsche Meisterschaft erreichte der FC St. Pauli das Viertelfinale, in dem die Mannschaft mit 1:2 an der SpVgg Fürth scheiterte. Eccarius verließ daraufhin Hamburg und wechselte zum Zweitligisten VfB 03 Bielefeld, die ihn mit einer Arbeitsstelle als Elektriker angeworben hatten. Nach acht Toren in 24 Punktspielen verließ er Bielefeld am Saisonende.
Eccarius kehrte in die Oberliga Nord zurück und schloss sich dem SV Arminia Hannover an. Vier Jahre spielte er für die Arminia, die zumeist Mittelfeldplätze belegte, und erzielte in 109 Spielen 25 Tore. Für die Mannschaft bestritt er einzig das am 15. August 1954 mit 2:4 beim VfB Stuttgart verlorene Erstrundenspiel im Wettbewerb um den DFB-Pokal.
Zur Saison 1955/56 wechselte er schließlich zu Eintracht Braunschweig, mit dem Verein er die Saison 1957/58 als Zweitplatzierter abschloss. Für die Braunschweiger kam er einzig im ersten Spiel der Gruppe 2 in der Endrunde um die Deutsche Meisterschaft zum Einsatz und verlor dieses mit 1:4 gegen den späteren Deutschen Meister FC Schalke 04. Ein Jahr später beendete er seine Karriere, nachdem er für die Braunschweiger in 80 Punktspielen 15 Tore erzielt hatte. Später war er als Trainer im Landkreis Hildesheim für den in Elze ansässigen Amateurverein SSV Elze tätig. Nach langer Krankheit verstarb er am 22. Dezember 2013 im Alter von 89 Jahren.

## Erfolge
- Gaumeister Pommern 1944